# Col·lecció Espanyola de Cultius Tipus
La Col·lecció Espanyola de Cultius Tipus (CECT) és l'únic Centre de Recursos Microbians (mBRC) públic a Espanya que actua com a depositari i proveïdor de bacteris, arqueus, llevats i fongs filamentosos.
El CECT posseeix una àmplia cartera de soques microbianes amb potencial aplicació comercial en àrees com ara els probiòtics, l'enologia, el biocontrol de plagues, la fertilització de sòls i la bioremediació, entre d'altres. Més concretament, el CECT és dipòsit de l'ordre de 8.000 soques microbianes que es mantenen actualment incloent bacteris, fongs filamentosos i llevats. Moltes de les soques són de importància industrial, altres són soques taxonòmiques tipus; algunes s'utilitzen per a assajos, proves, ensenyament, o recerca bioquímica o genètica, mentre que altres són d'interès científic general.
Pertany a la Universitat de València i la seu actual és a l'edifici de recerca Jeroni Muñoz Edifici de la Universitat de València, a Burjassot, molt a prop de la ciutat de València.

## Objectiu
Proveir de material microbiològic de referència i dades associades; oferir serveis relacionats amb la conservació, identificació i caracterització de microorganismes; oferir formació, consultoria i consell en tots els aspectes relacionats amb el maneig i ús de recursos microbians, incloent aspectes legals; realitzar I+D amb els recursos microbians; mantindre alts nivells de funcionament seguint estàndards i recomanacions internacionals. El CEC Tracta de fomentar el desenvolupament de la biotecnologia de base microbiològica, i així ofereix serveis tant a la comunitat científica com al sector empresarial.

## Serveis
La CECT té com a objectiu donar suport al món acadèmic, als laboratoris agroalimentaris i sanitaris i a la bioindústria a les activitats de docència, control de qualitat i investigació, desenvolupament i innovació, proporcionant material de referència microbià de qualitat controlada, així com serveis relacionats amb la conservació, identificació i caracterització de microorganismes. Als darrers anys s'estan subministrant al voltant de 4000 soques per any (aproximadament 500 a l'estranger), en diferents formats i presentacions; es gestionen anualment al voltant de 60 dipòsits de patent i s'identifiquen més de 500 soques per any. Aquest darrer servei és el que està tenint un major creixement en els últims anys, passant de 150-200 soques per any el 2015-2018 a més de 500 el 2019 i 2020, principalment a causa de l'adquisició per part de la CECT d'un equip MALDI-TOF MS. L'oferta d'aquests serveis es completa amb cursos de formació, en dues modalitats el Certificat Universitari de Conservació i Control de Soques Microbianes i els cursos a mida, tots dos de caràcter semi-presencial. El certifica és un títol oficial que té lloc una vegada a l'any, generalment al març, i engloba la manipulació de soques bacterianes al laboratori, des de la seva activació, cultiu, autentificació i conservació, a aspectes legals relacionats amb el treball amb microorganismes. Els cursos a mida estan dirigits fonamentalment a empreses que prefereixen aprofundir en determinats aspectes i/o treballar amb grups concrets de microorganismes. A més, el CECT col·labora en la formació d'alumnes del Cicle Formatiu de Grau Superior i també rep alumnes universitaris que
realitzen pràctiques a empresa i feines de final de grau i de màster. A part de l'oferta formativa, s'assessora els usuaris en la manipulació de les soques que sol·liciten tant, en els aspectes legals relacionats amb la seva utilització i/o transport, com en qualsevol dubte que tinguin en relació amb els serveis prestats.«
Com a repositori, el CECT actualment manté al voltant de 8000 soques públiques, que s'incrementa amb uns 200 nous dipòsits cada any i que corresponen en la seva majoria a soques representants de noves espècies. El catàleg inclou la majoria de les soques de referència
cia WDCM/ISO; soques taxonòmicament rellevants (soques tipus), que cobreixen més de 3000 espècies; així com soques orientades a
la industria (vitivinícola, làctia, de biofertilitzants, etc) d'España i de la resta del món.

## Història
L'any 1960, el microbiòleg Julio Rodríguez Villanueva va començar a recollir i conservar i mantenir diverses soques microbianes perquè estiguessin disponibles per a la recerca en els diversos laboratoris de microbiologia estatals. La Societat Espanyola de Microbiologia va anomenar-la «Col·lecció Espanyola de Cultius Tipus» (CECT). Fins al 1967, la col·lecció va estar allotjada en el que després va ser el Centre d'Investigació Biològica (CIB) del Consell Superior d'Investigacions Científiques (CSIC), a Madrid. A partir de 1967, quan Rodríguez Villanueva es va traslladar a la Universitat de Salamanca, la CECT va mantenir-se en el Departament de Microbiologia de la Facultat de Biologia d'aquella universitat. Un segon trasllat va tenir lloc el 1974, quan Federico Uruburu va ser el nou director de la col·lecció, que es va transferir al Departament de Microbiologia de la Universitat del País Basc, a Leioa (Biscaia). Finalment, el 1980, quan Uruburu va traslladar-se a la Universitat de València, la CECT es va traslladar amb ell i el 1991 va passar a ser un servei de la Universitat. El CECT es va instal·lar a l'edifici de recerca Jeroni Muñoz, en el campus de Burjassot de la Universitat de València.
El primer catàleg de les soques del CECT es va publicar el 1976. Els anys 1985, 1990 i 1998, es van publicar edicions successives del catàleg.
Durant la seva història, tres col·leccions de microorganismes s'han transferit al CECT: la Col·lecció microbiana de cultius de llevat de l'Escola Agronòmica de Madrid, les soques bacterianes endosimbiòtiques fixadores de nitrogen de l'escola l'Agronòmica de Madrid, i la Col·lecció de Llevats de l'Institut de Fermentacions Industrials (IFI-CSIC) a Madrid.
El CECT es va unir a la World Federation for Culture Collections (WFCC) l'any 1977 i figura a la llista com a número de col·lecció 412 de la World
Data Center of Microorganisms (WDCM). L'any 1983 es va incorporar a European Culture Collection Organization (ECCO) i el 1992 va ser reconeguda com a un autoritat internacional de dipòsti (IDA, de l'anglès International Depository Authority (IDA) sota el Tractat de Budapest per al dipòsit de microorganismes amb finalitats de propietat intel·lectual.
La CECT està afiliat a la Unitat d'Agroquímica i a l'Institut de Tecnologia dels Aliments del CSIC des del 1996. A més, està associat a la Societat Espanyola de Microbiologia (SEM).
Existeixen altres organismes o institucions a altres països amb tasques semblants cobrint materials més enllà de soques microbianes, línies cel·lulars immortalitzades i altres materials biològics, essent l'ATCC (American Type Culture Collection) la institució de referència a nivell mundial i la que disposa dels fons més importants i divers en cultius tipus, microorganismes i materials relacionats. Al Regne Unit hi l'ECACC (European Collection of Authenticated Cell Cultures) a Austràlia el CBA (CellBank Australia), al Japó el RIKEN Bioresource Center CELL BANK, entre molts altres.